# 이강천
이강천(李康天, 1921년 12월 10일 ~ 1993년 9월 1일)은 대한민국의 영화감독이다.

## 생애
충청남도 서천군 출신이다. 본래 일본에 유학하여 도쿄 미술학교를 나온 미술인이었다. 1948년에 밀수 근절을 다룬 계몽 영화인 이만흥의 《끊어진 향로》에서 미술을 담당한 것을 계기로 영화에 관심을 갖게 되었다.
감독 데뷔작은 1954년에 발표한 《아리랑》이다. 이 영화는 나운규의 《아리랑》의 줄거리를 한국 전쟁이라는 새 무대로 옮겨 다시 만든 작품이었다. 배우 허장강의 데뷔작이기도 하다.
대표작은 1955년 두 번째로 연출한 《피아골》이다. 지리산 피아골을 무대로 한국 전쟁 중의 조선인민유격대를 형상화한 사실주의 영화였다. 반공주의 시대였기에 빨치산은 잔인하게 묘사되었으나, 그 와중에도 빨치산의 인간적인 면모가 보인다는 이유로 검열을 받기도 했다. 배우 김진규가 이 작품으로 데뷔했다.
이강천의 《피아골》을 신호탄으로 연이어 제작된 유현목의 《오발탄》(1960), 신상옥의 《사랑방 손님과 어머니》(1961) 등은 한국 영화의 중흥기를 불러온 의미 있는 작품군의 하나로 꼽힌다. 관념적이고 도식적이었던 반공주의 작품의 한계를 처음으로 벗어났다는 평가 가 있으며, 한국 전쟁 종전 후인 1950년대 중후반의 한국 영화에 대해 논할 때 이병일의 《시집가는 날》과 더불어 종종 언급되고 있다.
이후 《백치 아다다》(1956), 《아름다운 악녀》(1958), 《젊은 아내》(1959), 《청춘화원》(1960), 《사랑의 역사》(1960), 《두고온 산하》(1962),  《무정》(1962),  《낙동강 칠백리》(1963),  《나는 속았다》(1964), 《죽은자와 산자》(1966) 등을 연출했다. 마지막 작품은 1971년에 연출한 멜로물인 《타인이 된 당신》이다.
이강천이 주로 관심을 둔 주제는 한국 전쟁과 관련된 분단과 전쟁에 대한 이야기였다. 총 28편의 영화를 연출하였고 이 가운데 반공영화로 분류되는 작품이 9편이다.

## 데뷔
- 1942년 서양화가로 데뷔.
- 1948년 영화 《끊어진 항로》로 영화배우와 영화 미술감독 데뷔.
- 1954년 영화 《아리랑》을 미술감독, 이 영화로 영화감독과 영화 편집감독 데뷔.
- 1955년 영화 《피아골》을 감독, 이 영화로 영화 각색가 데뷔.

## 작품

### 감독
- 1954년 아리랑 - 허장강 데뷔작
- 1955년 피아골 - 김진규 데뷔작, 이예춘
- 1956년 백치 아다다
- 1958년 아름다운 악녀
- 1959년 젊은 아내
- 1960년 청춘화원
- 1960년 사랑의 역사
- 1962년 두고온 산하
- 1962년 무정
- 1963년 낙동강 칠백리
- 1964년 나는 속았다
- 1966년 죽은자와 산자
- 1971년 타인이 된 당신